# East Asia Summit

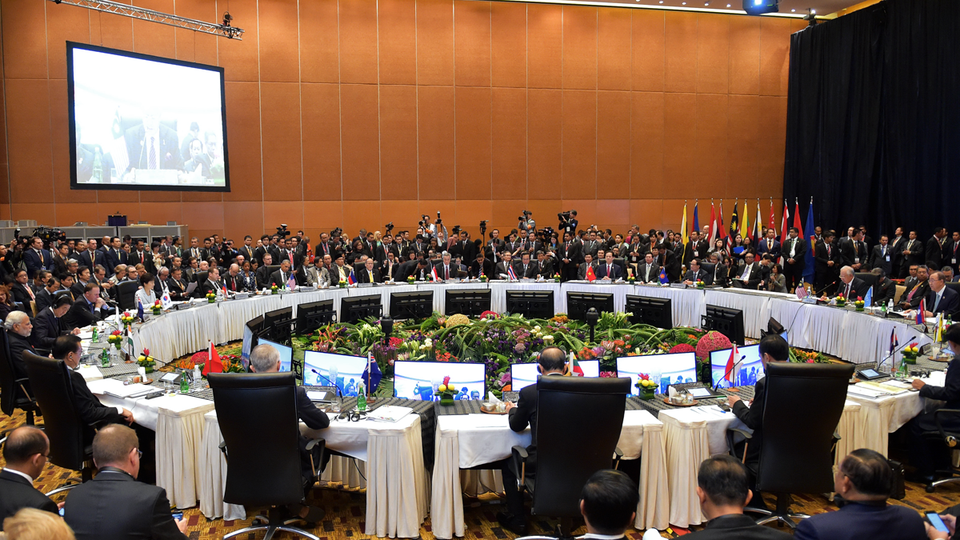
Ostasiengipfel (2015)

Das East Asia Summit (Deutsch: Ostasiengipfel), kurz EAS, ist eine multilaterale Konferenz von 18 Staaten im Raum Asien-Pazifik, bei dem verschiedene politische und wirtschaftliche Fragen erläutert werden. Das Treffen fand 2005 erstmals in Kuala Lumpur als eine Weiterentwicklung des ASEAN-Plus-Three-Meetings statt. Es findet seitdem jährlich parallel zu den Meetings der ASEAN-Staatengruppe statt, wobei jeder Staat einen hochrangigen Vertreter (meistens den Staatschef) entsendet. Zusätzlich zum Gipfeltreffen finden auch jährlich Treffen der Außen- und der Wirtschaftsminister der EAS-Staaten statt und es kommt auch regelmäßig zu Treffen der Bildungs-, Energie- und Umweltminister, um regionale Fragen zu erläutern und die Politik zu koordinieren. Die Mitgliederstaaten des East Asia Summit repräsentieren kollektiv die Mehrheit der Weltbevölkerung und der Weltwirtschaft.
Das East Asia Summit zählt zu den führenden politischen Koordinationsforen im asiatisch-pazifischen Raum, bei denen Fragen, die Politik, Wirtschaft und Sicherheit betreffen, besprochen und abgestimmt werden können. Dem Summit fällt auch eine wichtige Rolle bei der wirtschaftlichen Integration der Region zu, z. B. hinsichtlich der Schaffung einer panasiatischen Freihandelszone und der Verwirklichung der Vision einer größeren Ostasiatischen Gemeinschaft (East Asian Community).

## Geschichte
Das Konzept eines ostasiatischen Regionalzusammenschlusses geht auf eine Idee zurück, die erstmals 1990 vom damaligen malaysischen Premierminister Mahathir bin Mohamad vorgebracht wurde. Das Gremium für die Gruppierung ASEAN Plus Three wurde 1997 in Kuala Lumpur als Reaktion auf die Asienkrise gegründet, bei denen sich Spitzenpolitiker der südostasiatischen ASEAN-Staaten mit den drei großen ostasiatischen Ländern China, Südkorea und Japan treffen. Die Gründung einer erweiterten Konferenz mit zusätzlichen Schlüsselstaaten der Region wurde in einem Bericht von 2001 der East Asia Vision Group sowie einem weiteren von 2002 der East Asia Study Group, gegründet von den ASEAN-plus-Drei-Ländern, vorgeschlagen. Die Initiative für die Gründung der Gruppe während des ASEAN-Plus-Three-Gipfels 2004 ging auf die Initiative von Malaysia zurück, wo auch am 14. Dezember 2005 das erste Treffen der 16 Gründungsmitglieder stattfand. Meetings der ASEAN Plus Three finden parallel dazu weiterhin statt, wobei einige Länder die exklusivere Gruppe ASEAN Plus Three und andere das inklusivere East Asia Summit bevorzugen. 2011 wurde das East Summit erweitert, als erstmals Russland und die Vereinigten Staaten an dem Treffen teilnahmen, wodurch sich das weltpolitische Gewicht der Konferenz erhöhte.

## Teilnehmer
Gründungsmitglieder

Karte der Mitglieder und Beitrittskandidaten
Gründungsmitglieder
Spätere Teilnehmer
Beitrittskandidaten

Die folgenden 16 Staaten nehmen seit der Gründung jährlich an dem Ostasiengipfel teil:
- Australien
- Brunei
- Volksrepublik China
- Kambodscha
- Indien
- Indonesien
- Japan
- Laos
- Malaysia
- Myanmar
- Neuseeland
- Philippinen
- Singapur
- Südkorea
- Thailand
- Vietnam

Weitere Teilnehmer
- Russland (seit 2011)
- Vereinigte Staaten (seit 2011)

Beitrittskandidaten
- Osttimor
- Papua-Neuguinea

## Liste der Treffen
Der Sitz des Ostasiengipfels rotiert zwischen den ASEAN-Mitgliedsländern. Gastgeber der bisherigen Treffen waren:
| #   | Datum             | Staat       | Ort                 | Gastgeber                |
| --- | ----------------- | ----------- | ------------------- | ------------------------ |
| 01  | 14. Dezember 2005 | Malaysia    | Kuala Lumpur        | Abdullah Ahmad Badawi    |
| 02  | 15. Januar 2007   | Philippinen | Cebu                | Gloria Macapagal-Arroyo  |
| 03  | 21. November 2007 | Singapur    | Singapur            | Lee Hsien Loong          |
| 04  | 25. Oktober 2009  | Thailand    | Cha-am & Hua Hin    | Abhisit Vejjajiva        |
| 05  | 30. Oktober 2010  | Vietnam     | Hanoi               | Nguyễn Minh Triết        |
| 06  | 19. November 2011 | Indonesien  | Bali                | Susilo Bambang Yudhoyono |
| 07  | 20. November 2012 | Kambodscha  | Phnom Penh          | Hun Sen                  |
| 08  | 10. Oktober 2013  | Brunei      | Bandar Seri Begawan | Hassanal Bolkiah         |
| 09  | 13. November 2014 | Myanmar     | Naypyidaw           | Thein Sein               |
| 100 | 22. November 2015 | Malaysia    | Kuala Lumpur        | Najib Razak              |
| 11  | 8. September 2016 | Laos        | Vientiane           | Thongloun Sisoulith      |
| 12  | 14. November 2017 | Philippinen | Pasay               | Rodrigo Duterte          |
| 13  | 15. November 2018 | Singapur    | Singapur            | Lee Hsien Loong          |
| 14  | 4. November 2019  | Thailand    | Bangkok             | Prayut Chan-o-cha        |
| 15  | 14. November 2020 | Vietnam     | Videokonferenz      | Nguyễn Xuân Phúc         |
| 16  | 27. Oktober 2021  | Brunei      | Videokonferenz      | Hassanal Bolkiah         |
| 17  | 13. November 2022 | Kambodscha  | Phnom Penh          | Hun Sen                  |
| 18  | 7. September 2023 | Indonesien  | Jakarta             | Joko Widodo              |
| 19  | 11. Oktober 2024  | Laos        | Vientiane           | Sonexay Siphandone       |

## Zweck
Auf den Ostasiengipfeln kommen regionale Themen, welche die Bereiche Sicherheit und Wirtschaft betreffen, zur Sprache. Dabei liegt der Fokus auf pragmatischem und beidseits nützlichem Austausch. Ein Prioritätsgebiet ist die Vertiefung der regionalen wirtschaftlichen Integration. 2020 schlossen die ASEAN bzw. AFTA-Staaten mit China, Südkorea, Japan, Australien und Neuseeland das RCEP-Abkommen (Regional Comprehensive Economic Partnership), welches 2022 in Kraft trat und die größte Freihandelszone der Welt darstellt. 2010 war bereits das ASEAN-China-Freihandelsabkommen in Kraft getreten. In Übereinstimmung mit der diplomatischen Kultur der ASEAN kommen die internen Angelegenheiten einzelner Staaten in den Treffen nur in Ausnahmefällen zur Sprache, da die meisten teilnehmenden Staaten sich ausländische Einmischungen in ihre Angelegenheiten verbieten und auf die Wahrung ihrer Souveränität bedacht sind.
Die folgenden 16 Themenbereiche fallen laut der Website des EAS unter die Kooperationsbereiche (Areas of Cooperation) der Konferenz:
- Frieden und Sicherheit
- Nachhaltige Entwicklung
- Klima, Umwelt und Energie
- Bildung
- Finanzen
- Gesundheit und Pandemiemanagement
- Naturkatastrophen
- ASEAN-Konnektivität
- Wirtschaft und Handel
- Armutsbekämpfung
- Nahrungsmittelsicherheit
- Seefahrt
- Verbesserung der institutionellen Kapazität der EAS
- Tourismus
- Förderung der gesellschaftlichen Beteiligung von Frauen und Jugendlichen
- sonstige Themen auf der Agenda von Staatschefs und Ministern